# The Aftermath (2019)
The Aftermath is een Amerikaans-Brits-Duitse dramafilm uit 2019, geregisseerd door James Kent. De film is gebaseerd op de gelijknamige roman uit 2013 van Rhidian Brook. De hoofdrollen worden vertolkt door Keira Knightley, Alexander Skarsgård en Jason Clarke. De film ging op 26 februari 2019 in première op het Filmfestival van Glasgow.

## Verhaal
De Britse kolonel Lewis Morgan en zijn vrouw Rachael hebben elkaar zojuist weer ontmoet in het naoorlogse Duitsland in Hamburg. Het is herfst 1945, de stad is volledig verwoest en de geallieerden werken aan denazificatie. Lewis die zou helpen bij de wederopbouw van de Hanzestad neemt de nog niet verwoeste Villa Lubert in beslag, maar laat de eigenaar en zijn dochter op zolder wonen ook al is er aanvankelijk wederzijdse vijandigheid.

## Rolverdeling
| Acteur              | Personage            |
| ------------------- | -------------------- |
| Keira Knightley     | Rachael Morgan       |
| Alexander Skarsgård | Stefan Lubert        |
| Jason Clarke        | Kolonel Lewis Morgan |
| Martin Compston     | Keith Burnham        |
| Kate Phillips       | Susan Burnham        |
| Flora Thiemann      | Freda Lubert         |
| Jannik Schümann     | Albert "Bertie"      |
| Fionn O'Shea        | Majoor Barker        |
| Pip Torrens         | Generaal Brook       |

## Ontvangst
Op Rotten Tomatoes heeft The Aftermath een waarde van 28% en een gemiddelde score van 5,00/10, gebaseerd op 151 recensies. Op Metacritic heeft de film een gemiddelde score van 43/100, gebaseerd op 33 recensies.